# Herman Lundström
Anders Herman Lundström, född 28 november 1858 i Filipstad, död 17 februari 1917 i Uppsala, var en svensk kyrkohistoriker, son till Carl Herman Lundström.
Lundström tog studentexamen 1877, blev filosofie kandidat 1881, teologie kandidat 1888 och docent 1893. Därjämte var han från 1889 komminister i Helga Trefaldighets församling.  Han utnämndes 1898 till ordinarie professor i kyrkohistoria vid Uppsala universitet och 1900 till kyrkoherde i Gamla Uppsala, men förflyttades 1901 till Danmarks församling. År 1909 blev han förste teologie professor och domprost.
Vid Linnéfesten 1907 utnämndes Lundström till teologie doktor. Vid Uppsala ärkestifts prästmöten 1902 och 1908 var han orator och minnestecknare. Han gjorde flera vetenskapliga resor och deltog i konferenser i utlandet. Han var Uppsala universitets representant vid invigningen av ett kapell i Lützen vid 275-årsdagen av Gustav II Adolfs död. Han representerade Kungliga humanistiska vetenskapssamfundet vid den internationella historiska kongressen i Berlin 1908. Vid den Lutherska konferensen i Hannover samma år var han svensk huvudtalare.
Lundström var en flitig författare och ledamot av flera lärda samfund, både i Sverige och utlandet. Bland hans arbeten märks Laurentius Paulinus Gothus, hans lif och verksamhet (3 band, 1893–98), Bidrag till svenska kyrkans historia ur inrikes arkiv (i "Historisk tidskrift", 1894, 1897), Undersökningar och aktstycken, bidrag till svenska kyrkans historia (1898), Magister de Hussinetz’ Historia gestorum Christi (samma år), Skisser och kritiker (1903), samt en mångfald undersökningar i "Kyrkohistorisk årsskrift", "Kyrklig tidskrift", "Kult och konst", "Dansk teologisk tidsskrift", "Festskrift till C.A. Thorén" med flera samlingsverk, liksom artiklar i Haucks "Realencyklopädie", Meusels "Kirchliches Handlexikon" och Nielsens "Kirkeleksikon for Norden". Han tog 1900 initiativet till Svenska kyrkohistoriska föreningen som sedan 1901 utger  Kyrkohistorisk årsskrift där han var den förste redaktören.
Herman Lundström är begraven på Uppsala gamla kyrkogård.

## Tryckta skrifter
Fullständig förteckning över Herman Lundströms tryckta skrifter, upprättad av Ernst von Döbeln,  publicerad i Kyrkohistorisk årsskrift 16 (1917).